# Cachoeirinha (Ibiara)
Cachoeirinha é um distrito da cidade de Ibiara, Paraíba, Brasil. 